# Newcastle (Nouveau-Brunswick)
Pour les articles homonymes, voir Newcastle.
Ne doit pas être confondu avec Paroisse de Newcastle.
Newcastle est une ancienne ville du Nouveau-Brunswick.

## Histoire
Newcastle est fondée au XVIIIe siècle par deux Écossais, William Davidson et John Cort, sur un emplacement auparavant fréquenté par des Micmacs et des Acadiens. Des loyalistes viennent les rejoindre après la Guerre d'indépendance des États-Unis, suivis par des Irlandais fuyant la Grande famine en Irlande. Newcastle devient peu à peu un centre industriel basé sur la sylviculture et la construction navale mais est ravagée par un incendie en 1825. La ville est reconstruite et connaît à nouveau un essor économique mais la généralisation des bateaux à vapeur dans la deuxième moitié du XIXe siècle entraîne une diminution de la demande en bois d'exportation et l'industrie se reconvertit alors dans la pâte à papier. La ville est incorporée en 1899 et devient le siège du comté de Northumberland. Elle est toutefois dissoute en 1995 et devient alors un quartier de la cité de Miramichi.

## Administration
| Période                                  | Période | Identité                | Étiquette | Qualité          |
| ---------------------------------------- | ------- | ----------------------- | --------- | ---------------- |
| 19??                                     | 19??    | John Winston Foran      |           |                  |
|                                          |         |                         |           |                  |
| 1986                                     | 1987    | John McKay              |           | Professeur       |
|                                          |         |                         |           |                  |
| 1935                                     | 1936    | John William Maloney    |           | Marchand         |
|                                          |         |                         |           |                  |
| 1921                                     | 1923    | Charles Elijah Fish     |           | Homme d'affaires |
|                                          |         |                         |           |                  |
| 1917                                     | 1918    | Charles Joseph Morrissy |           | Comptable        |
| 1916                                     | 1917    | Charles Elijah Fish     |           | Homme d'affaires |
|                                          |         |                         |           |                  |
| 1913                                     | 1915    | Charles Joseph Morrissy |           | Comptable        |
|                                          |         |                         |           |                  |
| 18??                                     | 18??    | Donald Morrison (en)    |           | Marchand         |
| Les données manquantes sont à compléter. |         |                         |           |                  |

## Personnalités
- William Creaghan (1922-2008), homme politique ;
- Charles Elijah Fish (1854-1933), homme politique ;
- John Winston Foran (1952-), homme politique ;
- Charles Hubbard (1940-), homme politique ;
- John McKay, homme politique ;
- Peter Mitchell (1824-1899), homme politique ;
- Charles Joseph Morrissy (1881-1933), homme politique ;
- John Morrissy (1854-1924), homme politique ;
- David Adams Richards (1950-), auteur.